# Suomen virallinen lista
Suomen virallinen lista — национальный финский хит-парад, издающийся компанией ÄKT (IFPI Finland).
Хит-парад появился в январе 1991 года и назывался Radiomafian lista. Он транслировался по радио на станции Radiomafia (в настоящее время YleX). В 1994 году чарт стал официальным хит-парадом Финляндии.
В настоящее время Suomen virallinen lista включает в себя:
- Albums (Top 50) (альбомы)
- Singles (Top 20) (синглы)
- Downloads (Top 30) (цифровая дистрибуция)
- Mid-priced albums (Top 10) (альбомы по средней цене)
- Music DVDs (Top 10) (музыкальные DVD)